# August Björklund
Josef August Björklund, född 29 april 1823 i Spelviks församling, Södermanlands län, död 19 april 1877 i Stockholm, godsägare och riksdagsledamot.
Som politiker var Björklund ledamot av riksdagens första kammare 1876-1877, invald av Skaraborgs län.